# مجلس شبیه؛ در ذکر مصایب استاد نوید ماکان و همسرش مهندس رخشید فرزین
مجلس شبیه؛ در ذکر مصایب استاد نوید ماکان و همسرش مهندس رُخشید فرزین نمایشنامه‌ای است از بهرام بیضایی دربارهٔ قتل‌های زنجیره‌ایِ ایران، نوشته به سالِ ۱۳۸۳، که تابستانِ ۱۳۸۴ به کارگردانیِ خودش در تالارِ اصلیِ تئاترِ شهر در تهران به نمایش درآمد.

## متن
نمایشنامه را بیضایی سالِ ۱۳۸۳ نوشت و مردادِ ۱۴۰۲ به وسیلهٔ انتشاراتِ بیشه (سان فرانسیسکو) منتشر کرد.

## داستان
نمایش زندگیِ نوید ماکان، استادِ اخراجیِ دانشگاه، و همسرش، رُخشید فرزین، را، که مهندسِ معمار است، نشان می‌دهد. استاد ماکان (با بازی علی عمرانی) نویسنده و شاعری است که از کابوسِ همیشگیِ سه مردِ پالتوپوش و بی‌چهره که او را دنبال می‌کنند رنج می‌برد. او برای رهایی از این کابوس به کلانتری پناه می‌برد، اما آنجا کسی به سخنش اعتنا نمی‌کند و گفته‌هایش را وهم و خیال می‌خوانند. در نتیجه او خود را به یک روانپزشک نشان می‌دهد و از او کمک می‌خواهد.
همسرش رُخشید (با بازی مژده شمسایی) نیز که مهندس معمار است و بازسازی ساختمان‌های قدیمی زیر نظر میراث فرهنگی با اوست، همانند شوهرش دچار این کابوس‌هاست. ایشان پرواها و نگرانی‌های همانندی دارند که بر زندگیشان سایه افکنده و آسایش خاطرشان را گرفته است.
در پایان نمایش، مردانِ پالتوپوش استاد ماکان را که دسته‌گلی برای همسرش خریده و به سوی خانه روان است از خیابان ربوده و می‌کُشند. هرچند تماشاکنان پیش از این نیز کشتنِ او را در کابوس‌های او و همسرش رخشید دیده‌اند. رخشید نیز ناگزیر می‌شود رضایت بدهد تا پروندهٔ قتل بسته شده و تبدیل به یک مسئلهٔ بین‌المللی نشود.

## نمایش

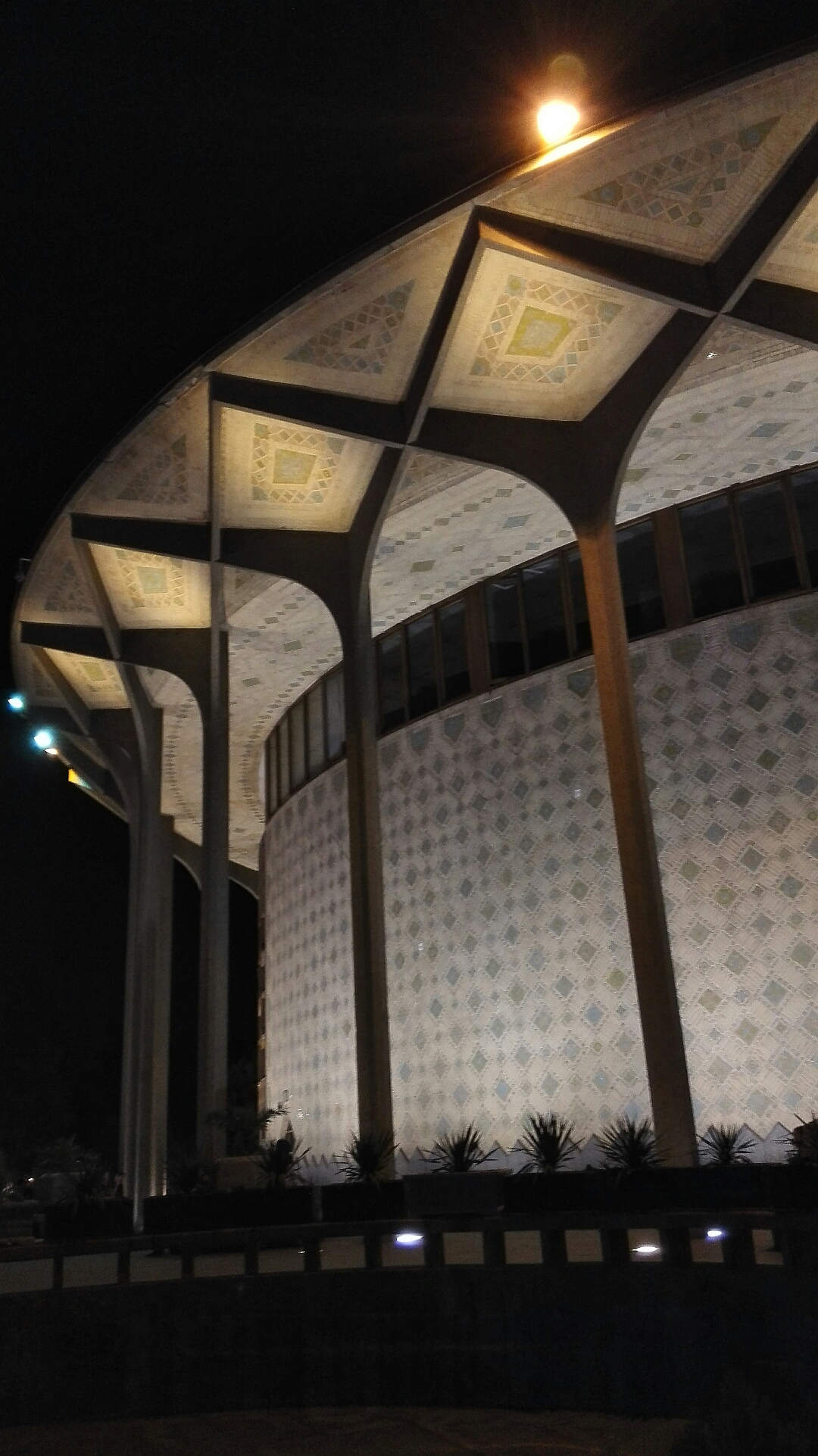
گروهِ نمایشِ لیسار مجلس شبیه؛ در ذکر مصایب استاد نوید ماکان و همسرش مهندس رُخشید فرزین را در نیمهٔ نخستِ تابستانِ ۱۳۸۴ در تئاترِ شهرِ تهران نمایش داد. در واپسین شب‌های پیش از توقیفِ نمایش تا سیصد تماشاکن بیش از ظرفیتِ تماشاخانه نمایش را تماشا می‌کردند.

بیضایی این نمایش را از ۱۲ تیرِ ۱۳۸۴ در تالارِ اصلیِ تئاترِ شهر در تهران با بازیِ سی بازیگر و صحنه‌یار از جمله مژده شمسایی، علی عمرانی، مهرداد ضیایی، مهدی میامی، حسین محب اهری، مریم بوبانی، فهیمه رحیم‌نیا، رضا افشار، علاء محسنی، صادق ملکی، علی یداللهی، ماهگل مهر، علی اولیایی و با صحنه‌آراییِ محسن شاه‌ابراهیمی و موسیقیِ محمّدرضا درویشی در بیست صحنه در ۱۲۰ دقیقه به نمایش درآورد. نمایش پس از ۲۴ شب بازی، با اطّلاع قبلی، توقیف شد. اجرای پایانی شبِ جمعه، ۷ مرداد، بر صحنه رفت.
۲۰ خردادِ ۱۴۰۲ نیز محمّد رحمانیان، با اجازهٔ بیضایی، بازنوشتهٔ این متن را در خانهٔ تئاترِ تهران برای مستمعان خواند، و پشتِ سرش عکس‌هایی از نمایشِ ۱۳۸۴ با موسیقی به نمایش درآمد.